# Villa d'Almè
Villa d'Almè is een gemeente in de Italiaanse provincie Bergamo (regio Lombardije) en telt 6547 inwoners (2021). De oppervlakte bedraagt 6,4 km², de bevolkingsdichtheid is 1099 inwoners per km².
De volgende frazioni maken deel uit van de gemeente: Bruntino, Campana.

## Demografie
Villa d'Almè telt ongeveer 2518 huishoudens. Het aantal inwoners steeg in de periode 1991-2001 met 14,1% volgens cijfers uit de tienjaarlijkse volkstellingen van ISTAT.
| Jaar | Inwoneraantal |
| ---- | ------------- |
| 1991 | 5798          |
| 2001 | 6617          |
| 2004 | 6790          |

## Geografie
De gemeente ligt op ongeveer 300 m boven zeeniveau.
Villa d'Almè grenst aan de volgende gemeenten: Almè, Almenno San Salvatore, Sedrina, Sorisole, Ubiale Clanezzo.

## Externe link

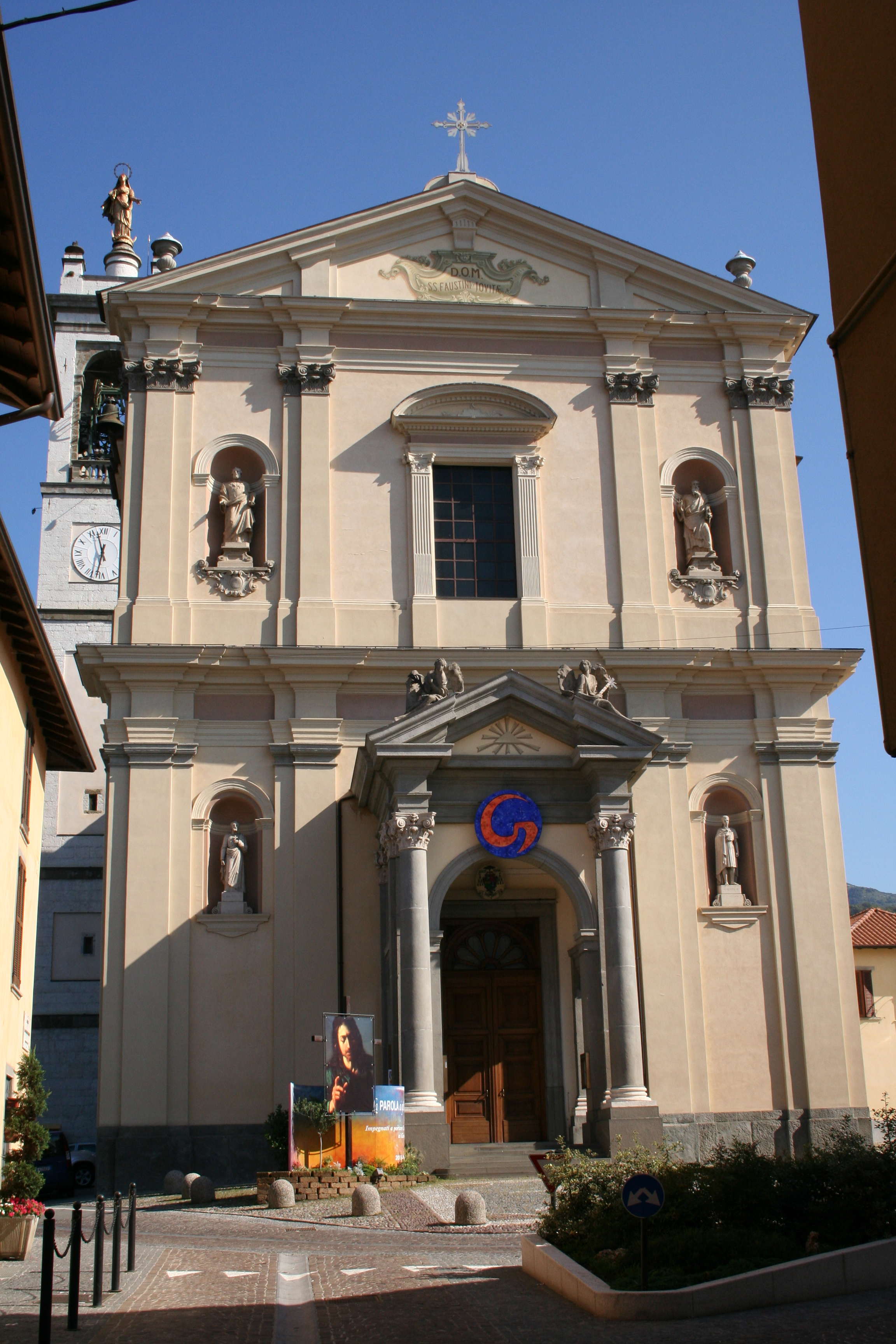